# Пало санто
Пало санто (ісп. palo santo, укр. сакральне дерево; Gonopterodendron sarmientoi) — це дерево, що росте в частині району Гран-Чако в Південній Америці, навколо кордону Аргентини, Болівії та Парагваю. Його деревину називають «парагвайський lignum vitae», оскільки вона має схожі властивості та використання, як у дерева lignum vitae (Залізне дерево) роду Гваякових — вони є близькими родичами.
Серцевина пало санто коричнева, чорна та зелена (колір варіюється від світло-оливково-зеленого до шоколадно-коричневого), з прожилками. Заболонь переважно тонка, світло-жовта. Основна питома вага цієї деревини становить від 0,92 до 1,1 г/см3. Латинська назва — Gonopterodendron sarmientoi, раніше — Bulnesia sarmientoi.

## Збереження
Пало санто внесли до списку рослин, що зникають, у публікації Червоного списку МСОП 2018 року — внаслідок вирубки лісів Гран-Чако та зростання після 2001 року глобального попиту на деревину, екстракти та ефірні олії з пало санто. За оцінками МСОП, через три покоління поширення дерева на планеті скоротиться приблизно на 50%. 1998 року в публікації Червоного списку МСОП Bulnesia sarmientoi мав менший ризик зникнення.
2010 року дерево внесено до Додатку II Конвенції про міжнародну торгівлю видами дикої фауни і флори, що перебувають під загрозою зникнення.

## Використання
Пало санто використовують для гравірування та виготовлення міцних дерев’яних стовпів. З його деревини також роблять олію гваяку, яку використовують як інгредієнт для мила та парфумів. Його смолу можна отримати за допомогою органічних розчинників і використовувати для виготовлення лаків і темних фарб.
Американська мікропивоварня Dogfish Head регулярно виробляє пиво під назвою «Palo Santo Marron», яке витримується в резервуарах із дерева пало санто.

## Галерея

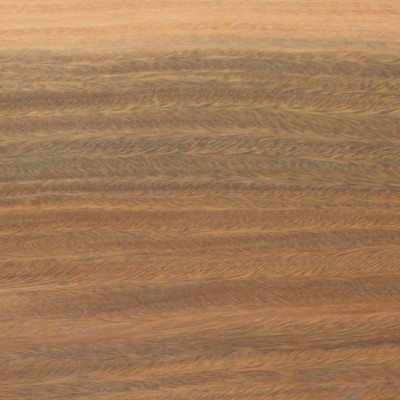
Деревина пало санто
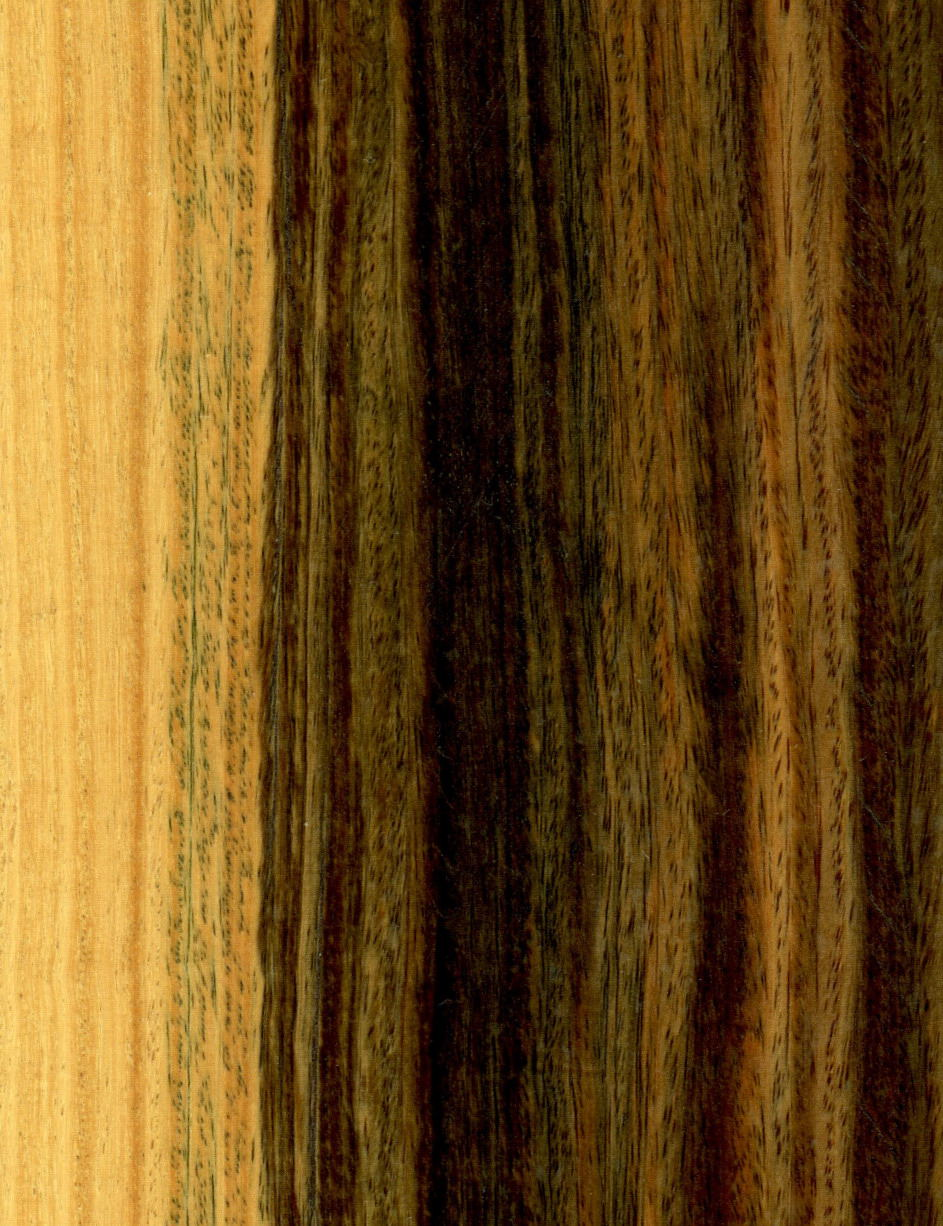
Деревина пало санто
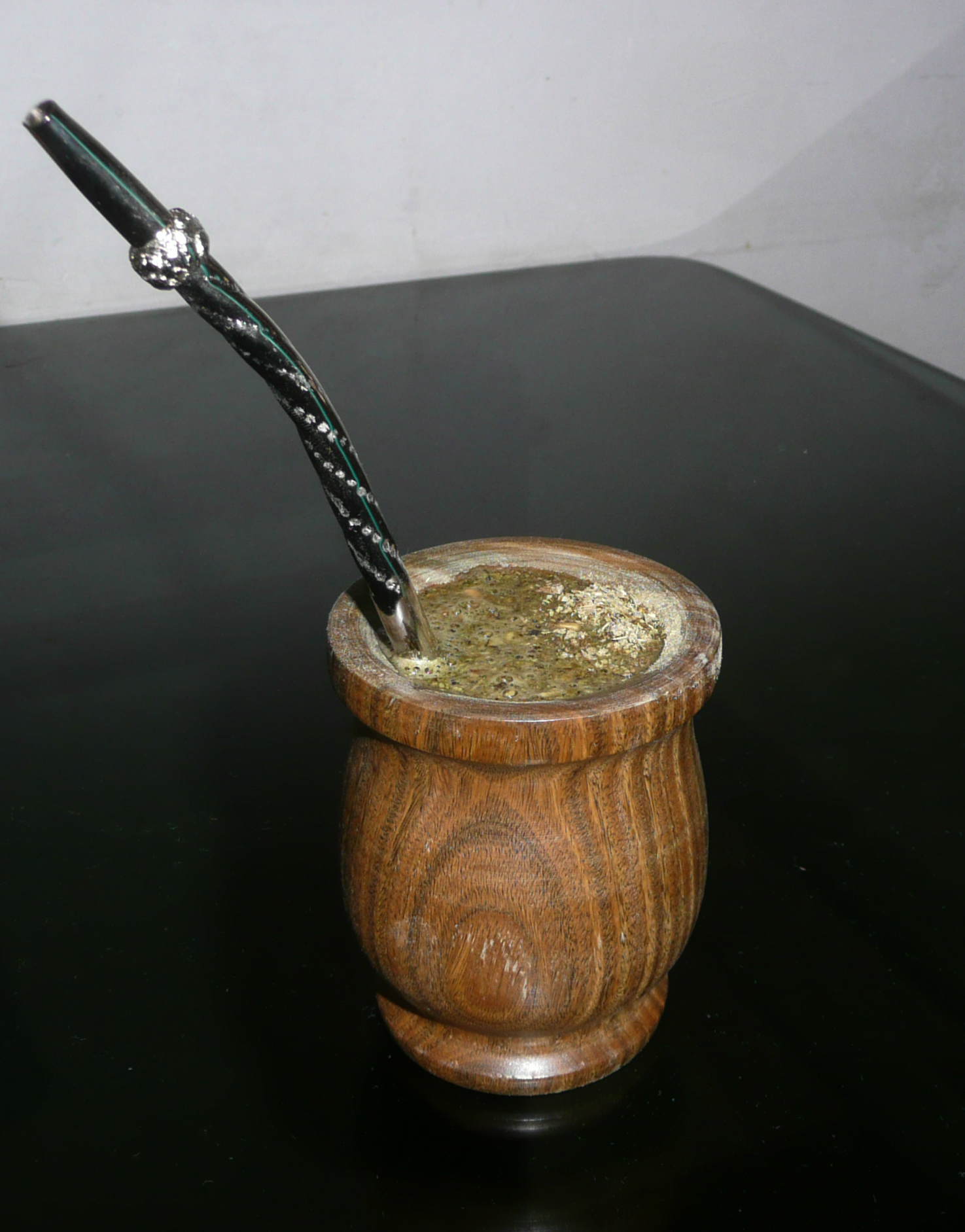
Калабас, зроблений з пало санто